# Dahmer (Band)
Dahmer war eine kanadische Grindcore-Band aus Quebec.

## Geschichte
Die Band wurde 1995 gegründet. Der Bandname ist angelehnt an den Serienkiller Jeffrey Dahmer. Die Band behandelt vor allem Themen rund um diesen und andere Mörder. Das Line-Up der Band änderte sich fast nie, trotzdem löste sich die Band 2000 auf. Einige Bandmitglieder sind nun in der Band Fistfuck involviert.

## Diskografie

### Singles
- Dahmer/Undinism Split-7" (1996)
- Demo (1996)
- Dahmer/Carcass Grinder/Diarrhée Mentale 3 way split tape (1996)
- 9 trak 7" EP (1996)
- Dahmer/I.r.f. Split 7" (1997)
- Dahmer/Suppression Split 7" (1999)
- Dahmer/Saturation Split 7" (1997)
- Marcel Petiot 7" EP (1997)
- Dahmer/Jean Seberg Split 7" (1998)
- Dahmer/Apartment 213 Split 7" (1998)
- Dahmer/Denak Split 7" (1997)
- Dahmer/Mesrine Split 7" (2001)
- Dahmer/Parade Of The Lifeless Split 7" (2001)
- Lucifer D. Larynx And The Satanic Grind Dogs Of Death/Needful Thing/The Kill/Dahmer 4 way Split 7"

### Alben
- Dahmerized (1997)
- Dahmer/Frank And The Bitches Split CD (2000)
- The Studio Sessions complete Discography CD (2003)